# Soul Man
Pour les articles homonymes, voir Soul Man (homonymie).
Pour plus de détails, voir Fiche technique et Distribution.
Soul Man est une comédie américaine réalisée par Steve Miner, sortie en 1986.

## Synopsis
Mark Watson est le fils choyé d'une famille riche qui s'apprête à fréquenter la faculté de droit de Harvard avec son meilleur ami Gordon. Malheureusement, le psychiatre névrosé de son père persuade son patient de se concentrer sur son propre bonheur au lieu de dépenser de l'argent pour son fils. Mark se voit refuser un prêt étudiant et la seule bourse qu'il voit est destinée aux Afro-Américains. Il décide de tricher en utilisant des pilules bronzantes, à une dose plus élevée que celle prescrite, pour apparaître comme un Afro-Américain. Watson part alors pour Harvard, croyant naïvement que les Noirs n'ont aucun problème dans la société américaine.
Cependant, une fois plongé dans la vie d'un étudiant noir, Mark découvre que les préjugés et le racisme existent réellement. Il rencontre une jeune étudiante afro-américaine nommée Sarah Walker, avec qui il ne fait d'abord que flirter ; peu à peu, cependant, il tombe véritablement amoureux d'elle. Au passage, elle mentionne qu'il a obtenu à la dernière minute la bourse pour laquelle elle était en lice. Pour cette raison, elle doit non seulement gérer ses cours, mais aussi travailler comme serveuse pour subvenir à ses besoins et à ceux de son jeune fils George.
Lentement, Mark commence à regretter sa décision alors qu'il continue d'éprouver des problèmes à cause de son teint. Mark est emprisonné avec des habitants sans instruction et négligés qui expriment leur frustration face à la défaite d'une équipe face à des athlètes noirs en agressant Mark. Il se retrouve également victime de harcèlement sexuel de la part de la fille de son propriétaire, Whitney, qui est impatiente d'explorer ce qu'elle perçoit comme le frisson « exotique » de coucher avec un homme noir.
Après une journée chaotique au cours de laquelle Sarah, ses parents (qui ne sont pas au courant de sa double vie) et Whitney font tous des visites surprises en même temps, Mark abandonne la mascarade et se révèle publiquement blanc. Il est surpris de constater que beaucoup sont prêts à lui pardonner la mascarade après avoir examiné les raisons pour lesquelles il l'a fait, mais Sarah est furieuse. Mark a une conversation privée avec son professeur. Il a appris plus que ce qu'il avait prévu, admettant qu'il ne sait toujours pas ce que c'est que d'être noir parce qu'il aurait pu redevenir blanc à tout moment.
Mark perd sa bourse mais obtient un prêt (bien qu'à un intérêt élevé). Il se rend chez Sarah et lui demande une autre chance, ce qu'elle accepte après que Mark ait défendu elle et George lorsque deux étudiants de sexe masculin racontent une blague raciste devant eux.

## Fiche technique
- Titre : Soul Man
- Réalisation : Steve Miner
- Scénario : Carol Black
- Photographie : Jeff Jur
- Montage : David Finfer
- Musique : Tom Scott
- Production : Steve Tisch
- Société de production et de distribution : Balcor Film Investors
- Pays :  États-Unis
- Langue : Anglais
- Format : Couleur - Dolby - 35 mm - 1.85:1
- Genre : Comédie
- Durée : 100 min
- Public : Tous

## Distribution
- C. Thomas Howell (VF : Michel Mella) : Mark Watson
- Rae Dawn Chong (VF : Maïk Darah) : Sarah Walker
- Arye Gross (VF : Patrick Poivey) : Gordon Bloomfeld
- James Earl Jones (VF : Sady Rebbot) : Milt Hawkins
- Melora Hardin : Whitney Dunbar
- Leslie Nielsen : M. Dunbar
- Ann Walker (VF : Jacqueline Porel) : Mme Dunbar
- James Sikking (VF : Jacques Deschamps) : Bill Watson
- Max Wright (VF : Bernard Tixier) : Dr Aronson
- Jeff Altman (VF : Marc Alfos) : Ray McGrady
- Julia Louis-Dreyfus : Lisa Stimson
- Maree Cheatham (VF : Arlette Thomas) : Dorothy Watson
- Wallace Langham (VF : Luq Hamet) : Barky Brewer
- Mark Neely (VF : Thierry Ragueneau) : Brad Small
- M. C. Gainey : l'homme dans la cellule

 Source et légende : version française (VF) sur RS Doublage et selon le carton du doublage français sur le DVD zone 2.